# Rougeotiana obsequens
Rougeotiana obsequens là một loài bướm đêm trong họ Noctuidae.